# Lorraine Martins
Lorraine Barbosa Martins (* 4. April 2000 in Rio de Janeiro) ist eine brasilianische Leichtathletin, die sich auf den Sprint spezialisiert hat. Mit der brasilianischen 4-mal-100-Meter-Staffel siegte sie 2019 bei den Panamerikanischen Spielen in Lima und wurde 2025 Südamerikameisterin.

## Sportliche Laufbahn
Erste Erfahrungen bei internationalen Meisterschaften sammelte Lorraine Martins 2016 bei den U18-Südamerikameisterschaften in Concordia, bei denen sie im 100-Meter-Lauf in 11,78 s die Goldmedaille gewann sowie Bronze über 200 Meter in 24,98 s. Im Jahr darauf siegte sie bei den U20-Südamerikameisterschaften in Leonora in 11,56 s bzw. 23,89 s über 100 und 200 Meter und belegte mit der brasilianischen 4-mal-100-Meter-Staffel in 47,63 s den vierten Platz. Daraufhin nahm sie an den U18-Weltmeisterschaften in Nairobi teil und belegte dort über 100 Meter in 11,80 s Platz vier, wie auch über 200 Meter in 23,89 s. 2018 qualifizierte sie sich für die U20-Weltmeisterschaften im finnischen Tampere und wurde dort in 11,48 s Sechste über 100 Meter sowie in 23,91 s Siebte im 200-Meter-Lauf. Bei den IAAF World Relays 2019 in Yokohama belegte sie in der 4-mal-100-Meter-Staffel in 43,75 s den vierten Platz. Anschließend siegte sie bei den U20-Südamerikameisterschaften in Cali in 11,42 s über 100 Meter sowie in 23,53 s über 200 Meter und in 3:37,24 min in der 4-mal-400-Meter-Staffel. Zudem gewann sie in der 4-mal-100-Meter-Staffel in 46,11 s die Silbermedaille. Daraufhin gewann sie bei den Panamerikanischen-U20-Meisterschaften in San José in 23,06 s die Bronzemedaille und erreichte über 100 Meter in 11,55 s Rang vier. Im August nahm sie erstmals an den Panamerikanischen Spielen in Lima teil und schied dort mit 23,74 s im Vorlauf aus. Zudem siegte sie in der Staffel in 43,04 s. Ende September nahm sie über 200 Meter an den Weltmeisterschaften in Doha teil und schied dort mit 23,56 s im Vorlauf aus. Zudem wurde sie mit der Staffel im Vorlauf disqualifiziert. Anschließend schied sie bei den Militärweltspielen in Wuhan mit 23,99 s im Halbfinale über 200 Meter aus und siegte im Staffelbewerb in 43,29 s. 2021 wurde sie bei den U23-Südamerikameisterschaften in Guayaquil in 11,83 s Vierte über 100 Meter und siegte mit der Staffel in 44,48 s. Im Jahr darauf gewann sie bei den Ibero-Amerikanischen Meisterschaften in La Nucia in 23,80 s die Bronzemedaille über 200 Meter hinter ihrer Landsfrau Vitória Cristina Rosa und Lorène Bazolo aus Portugal und mit der 4-mal-100-Meter-Staffel erreichte sie nicht das Ziel. Anschließend startete sie über 200 Meter bei den Weltmeisterschaften in Eugene und schied dort mit 23,60 s im Vorlauf aus. Ende September gelangte sie bei den U23-Südamerikameisterschaften im heimischen Cascavel mit 11,76 s auf Rang fünf über 100 Meter.
2023 erreichte sie bei den Südamerikameisterschaften in São Paulo das Finale über 100 Meter, kam dort aber nicht ins Ziel. Im Jahr darauf belegte sie bei den Hallensüdamerikameisterschaften in Cochabamba in 7,55 s den siebten Platz im 60-Meter-Lauf. Im Mai belegte sie bei den Ibero-Amerikanischen Meisterschaften in Cuiabá in 23,48 s den sechsten Platz über 200 Meter und über 100 Meter schied sie mit 11,69 s im Vorlauf aus. Zudem siegte sie in 43,54 s in der 4-mal-100-Meter-Staffel. Kurz zuvor gelangte sie bei den World Athletics Relays in Nassau in 43,51 s auf den fünften Platz im 2. Qualifikationsrennen für die Olympischen Spiele in der 4-mal-100-Meter-Staffel. Im August schied sie bei den Olympischen Sommerspielen in Paris mit 23,82 s in der Hoffnungsrunde über 200 Meter aus. 2025 belegte sie bei den Südamerikameisterschaften in Mar del Plata in 23,38 s den fünften Platz über 200 Meter und siegte in 44,35 s im Staffelbewerb.
In den Jahren 2019 und 2023 wurde Martins brasilianische Meisterin im 200-Meter-Lauf sowie von 2022 bis 2024 in der 4-mal-100-Meter-Staffel und 2023 auch über 100 Meter.

## Persönliche Bestzeiten
- 100 Meter: 11,16 s (+1,0 m/s), 6. Juli 2023 in Cuiabá
  - 60 Meter (Halle): 7,44 s, 27. Januar 2024 in Cochabamba
- 200 Meter: 22,59 s (+1,8 m/s), 9. Juli 2023 in Cuiabá